# Beba Bidart
Eliane René Schianni Bidart más conocida como Beba Bidart (3 de abril de 1924, Buenos Aires, Argentina - 27 de agosto de 1994), fue una cantante de tango, actriz y bailarina argentina.

## Actividad artística
A los 4 años comenzó a estudiar en el Teatro Infantil Labardén, a los 15, escoltada por su hermana Nelly, debutó como corista en el teatro Casino y luego pasó al Maipo, donde llegó a vedette. Fue la primera mujer que usó una bikini con dibujo de piel de tigre en ese escenario. 
Realizó unas treinta grabaciones de tango acompañada por orquestas como la de Francisco Canaro, Color Tango y el Trío Yumba, entre otros; se pueden destacar sus interpretaciones de Me bautizaron milonga, El firulete, La milonga y yo,  y Ventarrón.
Su primera actuación en cine fue en Los pulpos en 1948 junto a Olga Zubarry, Roberto Escalada y Carlos Thompson, a la que siguieron más de treinta filmes, entre ellos Villa Cariño está que arde.
En televisión se inició en La revista de Dringue, con Dringue Farias. Participó también en Tropicana Club, La Botica del Ángel, Chantecler y Grandes Valores del Tango entre otros programas musicales. También en telenovelas como La cruz de María Cruces, Bajo el mismo cielo, Rolando Rivas, taxista,  donde personificaba a Magoya, una conductora de taxi. También en Mi hombre sin noche y en programas de humor como Porcelandia, y No toca botón.
En el teatro trabajó con Tato Bores y Olga Zubarry en la obra Madame Trece y participó en espectáculos de tango como Tu cuna fue un conventillo, Somos del dos por cuatro y Una noche en Buenos Aires. Además de actuar y cantar fue una gran bailarina de tango y su pareja más famosa fue con Tito Lusiardo. Bailó con varios presidentes, entre ellos Juan Domingo Perón, Pedro Eugenio Aramburu, Juan Carlos Onganía y también con Carlos Menem, a quien le aclaró que lo hacía "como radical".
Fue miembro de la Academia Porteña del Lunfardo a propuesta de Sebastián Piana y José Gobello desde el 2 de noviembre de 1991, donde ocupó el sillón de "Juan Francisco Palermo".
El 17 de agosto de 1979 abrió las puertas de Taconeando, tanguería famosa que sigue funcionando de la mano de otras personas ajenas a de la familia Bidart, por la cual desfilaban artistas de renombre, políticos, entre ellos el expresidente Menem y el actor cómico Alberto Olmedo. El intendente de ese momento homenajeó la acera de Balcarce al 700 como La Vereda de Beba Bidart, cuya placa se puede ver en la pared de Taconeando. En homenaje a ella Taconeando se llama Taconeando La Vereda de Beba.
Beba Bidart estuvo en pareja durante más de 12 años con el animador de espectáculos Cacho Fontana y luego de su separación adoptó un niño a quien dio su apellido y llamó Paulo.

## Valoración
De ella dijo el integrante de la Academia del Lunfardo Eduardo Rubén Bernal en el curso de una sesión académica, con motivo del primer aniversario de su muerte:

"Era un pedazo de Buenos Aires y quizás se debió a eso su decisión de volver, hecha cenizas, a formar parte de las calles de la ciudad (...) No olvidaré nunca la última vez que la vi bailar. Fue en esta sala, en que acompañada por Alberto Mosquera Montaña y Beba Pugliese al piano, nos regaló la poesía de un tango, porque era el baile a su manera de escribir"

Jorge Gotling la retrató con estas palabras:

"La Beba, es la versión de la Bardot de nuestro mundo. Fue la mina del enorme ratoneo. El deseo estaba puesto también en la lícita envidia o admiración de millones de mujeres con ruleros y batones, para las cuales significaba una suerte de vocera de sus cerradas proyecciones, una reivindicación de ciclos de vida cerrados nada más que en la imaginación..."

## Fallecimiento
A comienzos de 1994, Beba se sometió a una cirugía estética en el rostro, que reconoció públicamente durante una entrevista.
Murió el 27 de agosto de 1994, víctima de un ataque cardíaco, en su departamento Libertad al 1100 donde vivía con la compañía de su mucama. El cuerpo fue encontrado sobre la cama (se presume que fue mientras descansaba) alrededor de las 17 horas por su hermana Nelly. Según comentó su hijo adoptivo, Paulo, al Diario Clarín, su madre no había mostrado ningún síntoma que hiciera prever el desenlace. Incluso había estado trabajando hasta la 1 hora en su función habitual en Taconeando, su tanguería de San Telmo. Sus restos fueron cremados y colocados en el Panteón de la Asociación Argentina de Actores del Cementerio de la Chacarita. El coche que transportó el féretro con el cuerpo de la actriz arribó a la necrópolis escoltado por un cortejo compuesto por ocho automóviles en los que viajaron familiares y amigos. Luego de un breve responso en memoria de la artista que tuvo lugar en la capilla del cementerio, su cuerpo fue cremado y guardado en un depósito. Entre los famosos que concurrieron a dar su último adiós se destacaron la actriz y vedette Moria Casán. Bidart tenía 70 años. Su fallecimiento coincidió con la muerte del cantor de tangos Roberto Goyeneche.

## Filmografía
- Funes, un gran amor (1993)
- Susana quiere, el negro también! (1987)
- Buenos Aires Tango (inédita - 1982)
- El bromista (1981)
- El infierno tan temido (1980)
- La parte del león (1978)
- Los chicos crecen (1976)
- Rolando Rivas, taxista (1974)
- Con alma y vida (1970)
- Los muchachos de antes no usaban gomina (1969)
- Villa Cariño está que arde (1968)
- Esta noche mejor no (1965)
- Cuidado con las colas (1964)
- Buenas noches, Buenos Aires (1964)
- La sentencia (1964)
- La calesita (1963)
- El mago de las finanzas (1962)
- El satélite chiflado (1956)
- La niña del gato (1953)
- La casa grande (1953)
- El baldío (1952)
- La bestia debe morir (1952)
- Especialista en señoras (1951)
- La vendedora de fantasías (1950)
- Toscanito y los detectives (1950)
- Nacha Regules (1950)
- Una noche en el Ta Ba Rin (1949)
- ¿Por qué mintió la cigüeña? (1949)
- Una atrevida aventurita (1948)
- Los pulpos (1948)
- La serpiente de cascabel (1948)
- Los verdes paraísos (1947)
- El que recibe las bofetadas (1947)
- El muerto falta a la cita (1944)

## Teatro
- Las piernasmascope de El Nacional (1955), con la Gran Compañía Argentina de Revistas de Pepe Arias. Con Tato Bores, Alfredo Barbieri, Tito Lusiardo, Nélida Roca, May Avril, Nené Cao, Mireya Zuliani y Juan Verdaguer, entre otros.
- Buenas noches Buenos Aires (1963), en el Teatro Astral, con Hugo del Carril, Virginia Luque, Mariano Mores, Alberto Marcó, Susy Leiva y Juan Verdaguer.

## Discografía
- 1980: "A mis amigos" - ANGELUS PRODUCCIONES
- 1993: "La dama del tango" - MÚSICA & MARKETING S.R.L.